# Les Infidèles (film, 2012)
Cet article concerne le film à sketches de 2012. Pour le film de Christian Lara de 1973, voir Les Infidèles.
Pour les articles homonymes, voir Les Infidèles.
Pour plus de détails, voir Fiche technique et Distribution.
Les Infidèles est un film à sketches français réalisé par Emmanuelle Bercot, Fred Cavayé, Alexandre Courtès, Jean Dujardin, Michel Hazanavicius, Éric Lartigau, Gilles Lellouche et Jan Kounen, sorti en 2012.

## Synopsis
L'infidélité masculine et ses nombreuses variations, vue par huit réalisateurs.

### Le Prologue
Durée : 11 minutes
Fred et Greg passent leurs soirées à faire la tournée des boîtes de nuit pour y trouver de nouvelles conquêtes. Leur complicité machiste leur fait partager les moments les plus intimes, dans un esprit de pure camaraderie potache. Les mensonges envers leurs femmes respectives sont parfaitement rodés, bien que celles-ci soient absolument convaincues des tromperies récurrentes. Au cours d'une de leurs virées, Greg s'interroge tout de même sur les raisons qui le poussent à tromper chaque nuit sa femme, Stéphanie. Fred se justifie par un simple besoin naturel « d'aller voir ailleurs ». Mais Greg en vient à la conclusion que le seul moyen de ne pas risquer de se faire surprendre et de ne pas se sentir coupable, ce serait de rester fidèle. Les compères éclatent alors de rire à cette idée saugrenue.

### Bernard
Durée : 1 minute
Bernard se retrouve à l'hôpital dans une situation embarrassante. Il comptait sur la discrétion du médecin, mais celui-ci a appelé sa femme, qui découvre le problème de son mari : il souffre de penis captivus avec sa maîtresse.

### La Bonne Conscience
Durée : 13 minutes
Laurent est coincé dans un séminaire d'entreprise pour quelques jours, et compte profiter de son séjour dans un hôtel loin de sa femme pour la tromper. Malheureusement pour lui, toutes ses tentatives de séduire ses collègues féminines ou la réceptionniste de l'hôtel se soldent par des échecs cuisants, alors que le meilleur vendeur de l'entreprise enchaîne les conquêtes d'une nuit, jouissant d'un plus grand charisme malgré son handicap (il est en fauteuil roulant). Après qu'il abandonne l'idée d'appeler une escort girl, il se résout à tenter de séduire Christine, sa collègue la moins attrayante, mais là encore, il se ridiculise et rentre dans sa chambre seul. Le lendemain, la nouvelle se répand que Laurent a tenté de séduire sa collègue pendant la nuit. Il se satisfait néanmoins d'être resté fidèle, malgré lui.

### Ultimate Fucking
Durée : 17 minutes. Séquence présente uniquement dans la version intégrale.
Christian se fait draguer un soir par Sandra, une jeune femme très séduisante qui l'incite à la ramener chez elle, dans une maison perdue aux milieu des bois. Pendant leurs ébats ils se font surprendre par Randy, le compagnon de celle-ci qui tabasse le nouvel amant pendant que la femme jouit du spectacle depuis le judas de la pièce voisine. Le couple s'adonne alors à un jeu sexuel au graphisme manga, devant leur victime inanimée à terre. Christian parvient alors à s'enfuir, stoppe une camionnette mais tombe malheureusement sur trois personnages à l'allure encore plus sadique. À l'arrière de leur pick-up, on aperçoit des cochons vivants enchainés et habillés de cuir.

### Lolita
Durée : 19 minutes
Éric, orthodontiste, s'est amouraché d'une de ses anciennes patientes, Inès, 19 ans, étudiante en lettres modernes. Un jour, elle lui présente ses camarades de classe et l'entraîne dans son univers, fait d'expériences, de fréquentations décalées, comme James, et de soirées en boîte de nuit. Mais Éric rêve d'une relation sérieuse et installée avec la jeune femme, qui elle ne désire pas s'installer. Dans une boîte de nuit où il voit la jeune femme lui échapper, Éric s'énerve et commence à se battre. Il est finalement évacué et, après avoir réfléchi, il rentre chez lui rejoindre sa femme, non sans avoir maquillé ses blessures et dégradé sa voiture pour faire croire à un accident.

### Thibault
Durée : 2 minutes
Thibault a eu une aventure d'une nuit, mais sa femme et ses enfants arrivent plus tôt que prévu. Il chasse donc sa maîtresse et nettoie rapidement l'appartement des preuves de son aventure. Mais au moment où sa femme entre dans l'appartement, Thibault voit son chien mordiller le préservatif usagé et, dans un réflexe, prend son chien et le jette par la fenêtre.

### La Question
Durée : 19 minutes
Olivier et Lisa sont mariés depuis plus de dix ans et dînent chez l'un de leurs vieux amis, Antoine, marié lui aussi mais qu'ils savent infidèle. Alors que la femme d'Antoine est affairée dans la cuisine, la conversation entre les trois amis les amène à parler des dernières aventures extra-conjugales d'Antoine. En rentrant chez eux, Lisa demande à Olivier, sur un ton léger et confiant, de lui avouer ses infidélités. Avec réticence, il accepte et lui raconte peu à peu qu'il a eu une histoire avec une femme. Lisa veut en savoir plus et ce qui devait être une conversation honnête vire au jeu brutal de la vérité. Finalement, Olivier parvient à la convaincre que son histoire est sans importance ; c'est à ce moment qu'elle lui avoue qu'elle l'a elle aussi trompé. Aussitôt, les rôles s'inversent et Olivier devient violent. La nuit passée, au petit déjeuner avec leur enfant, le couple semble accepter, sans mot dire, de passer outre.

### Simon
Durée : 1 minute
Simon est en pleine séance de bondage avec une prostituée âgée, dans son garage, quand celle-ci perd connaissance sous les coups de fouet, apparemment victime d'une attaque cardiaque. Soudain, il se fait surprendre par sa femme et son fils qui rentrent à l'improviste.

### Les Infidèles Anonymes
Durée : 9 minutes
Plusieurs hommes, dont Simon, Thibault, Bernard (vus dans les sketchs précédents) et François (héros du sketch non retenu au montage), se retrouvent dans une réunion des « infidèles anonymes », où leur volonté d'être infidèle va être soumise aux exercices de Marie-Christine, meneuse de la réunion qui tente de les remettre dans le droit chemin de la fidélité conjugale. La première journée est un échec, puisque personne ne revient le deuxième jour.

### Las Vegas
Durée : 16 minutes
Fred et Greg (du premier segment Le Prologue) décident d'aller jusqu'au bout de leur mode de vie et s'organisent une virée d'une semaine à Las Vegas entre eux, malgré le désaccord de leurs femmes respectives. La première soirée n'est pas un franc succès et l'atmosphère du séjour se dégrade peu à peu quand Greg apprend que sa femme le quitte. Il reproche alors à Fred de l'avoir entraîné dans ce cercle vicieux de l'infidélité avec des justifications hasardeuses, ils en viennent aux mains et se réconcilient avant de profiter à fond de leur deuxième soirée.
Au terme de la nuit, les deux hommes sont ravis mais s'interrogent et se découvrent des sentiments l'un pour l'autre. Ils ont alors leur première relation homosexuelle, puis décident de rester à Vegas pour devenir magiciens, copies de Siegfried & Roy.

### Séquence post générique
Durée : 30 secondes
Les infidèles anonymes se retrouvent en chorale et chantent une chanson faisant l'éloge de la fidélité.

## Fiche technique
- Titre original : Les Infidèles
- Titre anglophone : The Players
- Réalisation :
  - Le Prologue : Fred Cavayé

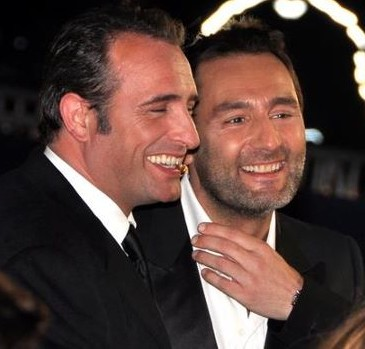
Jean Dujardin et Gilles Lellouche en février 2012 durant la des César.

  - La Bonne Conscience : Michel Hazanavicius
  - Ultimate Fucking (version DVD uniquement) : Jan Kounen
  - Lolita : Éric Lartigau
  - La Question : Emmanuelle Bercot
  - Bernard, Thibault, Simon et Les Infidèles Anonymes : Alexandre Courtes
  - Las Vegas : Jean Dujardin et Gilles Lellouche
- Scénario : Nicolas Bedos, Philippe Caverivière, Jean Dujardin, Stéphane Joly, Gilles Lellouche
- Direction artistique : Benoît Bechet
- Décors : Maamar Ech-Cheikh
- Costumes : Carine Sarfati
- Photographie : Guillaume Schiffman
- Montage : Benjamin Weill (chef monteur)
- Musique : Evgueni Galperine et Sacha Galperine
- Production : Jean Dujardin, Marc Dujardin, Éric Hannezo, Guillaume Lacroix
- Production exécutive : Patrick Batteux
- Sociétés de production : Black Dynamite films, JD Prod, SPAD Films
- Société de distribution : Mars Distribution
- Pays d'origine :  France
- Budget : 12,01 millions d'euros[1]
- Format :
- Genre : comédie
- Durée : 109 minutes (Version cinéma) / 125 minutes (Version intégrale)
- Dates de sortie[2] :
  - France / Belgique : 29 février 2012
- Box-office : 2 301 045 entrées. Il fait partie des dix films français les plus rentables de 2012[1].
- Classification :
  - France : Tous publics avec avertissement « Certaines scènes sont susceptibles de troubler le jeune public »[3]. Déconseillé aux moins de 12 ans à la télévision.
  - États-Unis : R Rated R for strong sexual content, nudity and language.

## Distribution

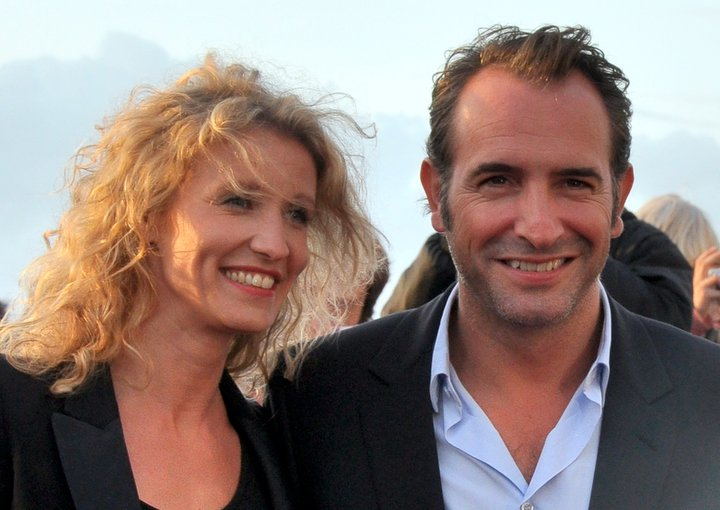
Alexandra Lamy et Jean Dujardin, au cœur du segment La Question.

- Jean Dujardin : Fred / Olivier / François / Laurent / James / Jean-Michel
- Gilles Lellouche : Greg / Nicolas / Bernard / Antoine / Éric / Christian

Reste de la distribution :
- Lionel Abelanski : le directeur de séminaire  (segment La Bonne Conscience)
- Guillaume Canet : Thibault (segment Thibault / Les Infidèles anonymes)
- Éric de Montalier : le médecin des urgences (segment Bernard)
- Charles Gérard : Richard  (segment La Bonne Conscience)
- Dolly Golden : la maîtresse (segment Bernard)
- Sandrine Kiberlain : Marie-Christine (segment Les Infidèles anonymes et post générique)
- Katia Lewkowicz : la mère de Maxime  (segment Lolita)
- Alexandra Lamy : Lisa (segment La Question)
- Éric Massot : Serveur (segment Lolita)
- Mathilda May : Ariane (segment Las Vegas)
- Géraldine Nakache : Stéphanie (segments Le Prologue / Las Vegas)
- Isabelle Nanty : Christine (segment La Bonne Conscience)
- Maëva Pasquali : Nathalie (segment La Bonne Conscience)
- Manu Payet : Simon (segments Simon / Les Infidèles anonymes)
- Clara Ponsot: Inès (segment Lolita)
- Stéphane Roquet : le collègue clope (segment La Bonne Conscience)
- Hélène Seuzaret : Isabelle, la femme d'Éric
- Anthony Sonigo : Benjamin (segment Lolita)
- Anne Suarez : Julie (segment La Question)
- Bastien Bouillon : Valentin (segment Lolita)

Segment Ultimate Fucking 
- Melanie Doutey : Sandra
- Jérôme Le Banner : Randy
- Margot Mc Laughlin : Fiona
- Niels Dubost : Arnaud
- Cendrine Orcier : Odile

## Controverses

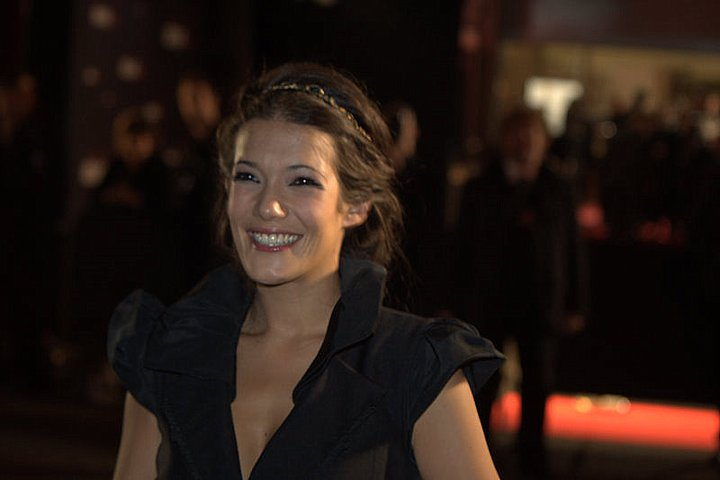
L'actrice Mélanie Doutey, dont le segment réalisé par Jan Kounen a été écarté du montage final.

- Les affiches promotionnelles du film, sur lesquelles Jean Dujardin et Gilles Lellouche apparaissent dans des postures suggestives et présentant « une image dégradante de la femme », ont suscité la polémique. L'ARPP (Autorité de régulation professionnelle de la publicité), qui a reçu quatre plaintes, a publié un communiqué déclarant que les affiches « sont contraires aux recommandations de l’ARPP, en particulier les dispositions relatives au respect de la décence et de l’image de la personne humaine en publicité, quand bien même elles se rapportent au sujet du film, à savoir une comédie sur l’adultère. » À la suite de cela, les affiches ont été retirées des lieux publics[5],[6].
- Un court intermède d'Alexandre Courtès, montré lors du congrès des exploitants de la Fédération nationale des cinémas français (FNCF) en septembre 2011, a finalement été coupé à la sortie du film. Dans celui-ci, François (Jean Dujardin) est avec sa maîtresse dans une chambre d'hôtel à New York. Il reçoit un appel téléphonique de sa femme et lui dit que tout va bien alors que l'on assiste derrière lui à l'attentat sur l'une des tours jumelles. La séquence aurait été retirée pour ne pas risquer de choquer le public américain, alors que Jean Dujardin concourait aux Oscars pour le film The Artist[7],[8]. Le personnage de François apparaitra cependant aux côtés de Thibault (Guillaume Canet), Bernard (Gilles Lellouche) et Simon (Manu Payet) dans la séquence Les Infidèles anonymes qui fera référence à la tragédie du 11 septembre 2001.
- Le réalisateur Jan Kounen, qui a déjà dirigé Jean Dujardin dans 99 francs, a également réalisé un sketch du film. Il met en scène Mélanie Doutey, dans le rôle d'une manipulatrice, et son compagnon à la ville Gilles Lellouche comme victime. Jugé trop éloigné de l'univers du film, les producteurs, dont Jean Dujardin fait partie, décident de le supprimer du montage final, au grand dam de son réalisateur qui avouera avoir ainsi perdu l'envie de poursuivre le projet de suite du film 99 francs [9]. La scène a cependant été réintroduite dans la version intégrale en vidéo.

## Sortie
Le film réalise 219 403 entrées le jour de sa sortie en salles, 900 910 entrées le week-end et prend la première place du box-office français avec 1 082 028 entrées dès sa première semaine. Trois mois après sa sortie en salle, le film totalise environ 2 300 000 entrées en France (2 301 045 entrées - fin d'exploitation après 10 semaines à l'affiche). Sur l'ensemble de l'Europe, le film rassemble 3 039 143 entrées.
Le film est dédié à l'ingénieur du son Pierre Gamet, mort quelques semaines avant la sortie du film.

## Remake
En 2020, un remake italien réalisé par Stefano Mordini sort sous le nom Gli infedeli.